# Marijn u pirátů
Marinj u pirátů (1965, Marijn bij de Lorredraaiers) je dobrodružný historický román pro mládež od nizozemské spisovatelky Miep Diekmannové, jehož ústředním tématem je obchod s otroky v Karibiku v  17. století. 

## Obsah románu
Román začíná v 21. října roku 1681 na ostrově Curaçao v Nizozemských Antilách. Seznámíme se s dětmi komisaře de Bya, s Alettou, Marijnem a Ubou, a s jejich černou kamarádkou, otrokyní Trnkou, která je vychovávána společně s nimi. Šestnáctiletý Marinj zjistí, že je do Trnky zamilován. Jejich šťastný život však rázem skončí, když ostrov postihne strašný orkán, který zničí část Willemstadu, smete do moře noclehárny otroků, rozbije o břeh velký počet lodí a připraví o život mnoho obyvatel města, včetně obou Marijnových rodičů.
Starší Marijnova sestra Aletta se provdá a Uba s Trnkou žije u ní. Marijn se ale musí o sebe postarat. Vyučí se ranhojičem a dobrého ranhojiče potřebuje každá loď, která převáží otroky. Při plavbě zažije mnohá, často otřesná, dobrodružství a seznámí se s krutým údělem otroků, kteří nejsou považováni za lidi. Dokonce je unesen a stane se na čas bílým otrokem. Na Curaçau jsou všichni přesvědčeni, že se utopil.
Domnělá Marinjnova smrt sblíží Ubu s Trnkou natolik, že její chování pohoršuje ostatní bělochy. Trnka ze strachu, že ji Aletta prodá, uprchne. Je unesena šmelináři otroků do Berbici v Guyaně, kde je prodána. Marijn se po návratu do Berbici vydá a nachází tam Trnku v zuboženém stavu a s dítětem jejího nového pána. Daruje jí svobodu a odváží jí zpět domů, ale při vzpouře na lodi je zraněn a Trnka skočí do moře a utopí se.

## Česká vydání
- Marijn u pirátů, Albatros, Praha 1971, přeložila Stanislava Hřebíčková.